# Palazzo camerale
Il palazzo camerale è un edificio neoclassico di Roma situato in via di Ripetta 218, nel rione Campo Marzio. È sede del Liceo artistico Ripetta.

## Storia
Il palazzo camerale di via di Ripetta in Roma, fu progettato dall'architetto Pietro Camporese il Giovane e costruito nel 1845 per ordine della Camera apostolica sotto Gregorio XVI come nuova sede dell'Accademia di San Luca, poiché fino a quel momento le lezioni si svolgevano in diversi luoghi: negli stessi locali si trasferì anche l'Accademia di Santa Cecilia.
Dopo la presa di Roma, il palazzo e l'istituto passarono allo Stato italiano: quest'ultimo, dal momento che rifiutò di riconoscersi come istituto nazionale, dal 1872 la scuola qui alloggiata si chiamò Regio istituto delle belle arti. Nel 1923 l'istituto divenne il Liceo artistico Ripetta, nonostante non fosse didatticamente autonomo in quanto collegato all'Accademia di belle arti di Roma. L'autonomia giunse, infine, nel 1974.
Il palazzo, di stile neoclassico, viene comunemente soprannominato "ferro di cavallo" a causa della facciata a forma di emiciclo.

## Numismatica
- Una medaglia pontificia, opera di Giuseppe Cerbara, ricorda il X anniversario della costruzione del palazzo camerale[3].